# Teorema π de Vaschy-Buckingham

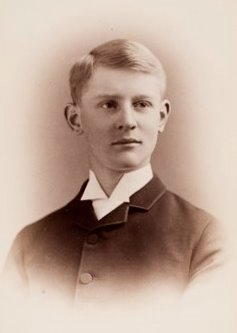
Edgar Buckingham

El teorema Π (pi) de Vaschy-Buckingham es el teorema fundamental del análisis dimensional. El teorema establece que dada una relación física expresable mediante una ecuación en la que están involucradas n magnitudes físicas o variables, y si dichas variables se expresan en términos de k cantidades pertenecientes a las magnitudes fundamentales como longitud, masa o tiempo, entonces la ecuación original puede escribirse equivalentemente como una ecuación con una serie de n - k números adimensionales construidos con las variables originales.
Este teorema proporciona un método de construcción de parámetros adimensionales, incluso cuando la forma de la ecuación es desconocida, aunque la elección de parámetros adimensionales no es única y el teorema no proporciona información sobre cuáles son más adecuados. Por lo tanto, hay una ambivalencia en cuáles son estos nuevos parámetros Π.
Además de la construcción de los parámetros adimensionales, este teorema afirma que cualquier ley física es independiente del sistema de unidades en las que se exprese.

## Historia
Aunque nombrado por Edgar Buckingham, el teorema Π fue demostrado por segunda vez por el matemático francés J. Bertrand en 1878. Bertrand consideró solo casos especiales de problemas de electrodinámica y conducción de calor, pero su artículo contiene en términos claros todas las ideas básicas de la moderna prueba del teorema y una indicación de su utilidad para el modelado de fenómenos físicos. La técnica de usar el teorema ("el método de las dimensiones") llegó a ser ampliamente conocida debido a las obras de Rayleigh (la primera aplicación del teorema Π en el caso general a la dependencia de la caída de presión en una tubería regida por parámetros probablemente se remonta a 1892, y una prueba heurística con el uso de expansión de la serie, a 1894).
La generalización formal del teorema Π para el caso de muchas cantidades arbitrarias fue probado por primera vez por Aimé Vaschy en 1892, y luego en 1911 —al parecer de forma independiente— tanto por A. Federman y D. Riabouchinsky, y de nuevo en 1914 por Buckingham. Fue el artículo de Buckingham el que introdujo el uso del símbolo "Πi" para las variables adimensionales (o parámetros), y es la causa del nombre del teorema.

## Introducción
Si tenemos una ecuación física que refleja la relación existente entre las variables que intervienen en un cierto problema debe existir una función f tal que:

(a){\displaystyle f(A_{1},A_{2},\ldots ,A_{n})=0\,}

en donde Ai  son las n  variables o magnitudes físicas relevantes, y se expresan en términos de k  unidades físicas fundamentales, de número máximo tres: longitud, masa, tiempo. Entonces la anterior ecuación se puede reescribir como:

{\displaystyle {\tilde {f}}(\Pi _{1},\Pi _{2},\ldots ,\Pi _{n-k})=0\,\!}

en donde {\displaystyle \scriptstyle \Pi _{i}} son los parámetros adimensionales construidos de n − k  ecuaciones de la forma:

{\displaystyle \Pi _{i}=A_{1}^{m_{1}}A_{2}^{m_{2}}\cdots A_{n}^{m_{n}}}

en donde los exponentes mi  son números enteros. El número de términos adimensionales construidos n - k es igual a la nulidad de la matriz dimensional en donde k es el rango de la matriz.
La notación de πi como parámetros adimensionales fue introducida por Edgar Buckingham en su artículo de 1914, de ahí el nombre del teorema. No obstante, la autoría del mismo debe adscribirse a Aimé Vaschy, quien lo enunció en  1892.

## Ejemplo
Imaginemos un problema donde pretendemos relacionar la resistencia aerodinámica o fuerza aerodinámica Fa sobre un cuerpo, por ejemplo una esfera o cualquier otra forma geométrica, en función de su tamaño o dimensión característica d, la densidad del fluido ρ, la viscosidad η del mismo y la velocidad del cuerpo v en el seno de dicho fluido. Dado que parece que esas variables deberían explicar por sí mismas la resistencia aerodinámica se tiene relación matemática del tipo:

(2){\displaystyle f(F_{a},\rho ,\eta ,v,d)=0\,}

Puesto que tenemos 5 variables relevantes {\displaystyle \scriptstyle n=5}. Estas cinco variables no son dimensionalmente independientes ya que desde el punto de vista dimensional se tiene en términos de masa, tiempo y longitud que:

{\displaystyle {\begin{cases}[F_{a}]={\mbox{MLT}}^{-2}\\\ [\rho ]={\mbox{ML}}^{-3}\\\ [\eta ]={\mbox{ML}}^{-1}{\mbox{T}}^{-1}\\\ [v]={\mbox{LT}}^{-1}\\\ [d]={\mbox{L}}\end{cases}}}

en este caso se tiene por tanto {\displaystyle \scriptstyle k=3} ya que todas las magnitudes son reducibles a sólo 3 magnitudes dimensionales independientes. Esto implica que existen {\displaystyle \scriptstyle n-k=2} combinaciones adimensionales tales que la relación (2) se puede reducir a la forma:

(3a){\displaystyle {\tilde {f}}(\Pi _{1},\Pi _{2})=0\,}

Para continuar se escogen arbitrariamente 3 de las cinco magnitudes originales como "básicas" y se forman junto con las otras dos consideradas "dependientes" productos adimensionales. En este caso se toman como básicas por ejemplo ρ, v y d (aunque podría haberse hecho otra elección). Ahora buscamos exponentes enteros tales que los siguientes productos sean adimensionales:

(4){\displaystyle {\begin{cases}\Pi _{1}=\rho ^{a}v^{b}d^{c}F_{a}\\\Pi _{2}=\rho ^{\bar {a}}v^{\bar {b}}d^{\bar {c}}\eta \end{cases}}}

La condición de adimensionalidad para {\displaystyle \scriptstyle \Pi _{1}} lleva a que por ejemplo:

(5){\displaystyle {\mbox{M}}^{0}{\mbox{L}}^{0}{\mbox{T}}^{0}=({\mbox{ML}}^{-3})^{a}({\mbox{LT}}^{-1})^{b}{\mbox{L}}^{c}({\mbox{MLT}}^{-2})^{1}={\mbox{M}}^{a+1}{\mbox{L}}^{-3a+b+c+1}{\mbox{T}}^{-b-2}\,}

Esto lleva al sistema de ecuaciones sobre los enteros:

(6){\displaystyle {\begin{cases}a+1=0\\-3a+b+c+1=0\\-b-2=0\end{cases}}\qquad \Rightarrow \qquad {\begin{cases}a=-1\\b=-2\\c=-2\end{cases}}}

Análogamente para el parámetro {\displaystyle \scriptstyle \Pi _{2}}, se llega a que: {\displaystyle \scriptstyle {\bar {a}}=-1,\ {\bar {b}}=-1,\ {\bar {c}}=-1} y por tanto la relación buscada es:

(3b){\displaystyle {\tilde {f}}\left({\frac {F_{a}}{\rho v^{2}d^{2}}},{\frac {\eta }{\rho vd}}\right)=0}

Si se asumen cierta condiciones de regularidad y diferenciabilidad sobre la función anterior, podrá usarse el teorema de la función implícita para escribir las relaciones:

(7a){\displaystyle {\tilde {f}}(\Pi _{1},\Pi _{2})=0\Rightarrow \Pi _{1}=\Phi (\Pi _{2})\Rightarrow {\frac {F_{a}}{\rho v^{2}d^{2}}}=\Phi \left({\frac {\eta }{\rho vd}}\right)\Rightarrow F_{a}=\rho v^{2}d^{2}\Phi \left({\frac {\eta }{\rho vd}}\right)}

Esta última ecuación dice es consistente con la expresión común para la resistencia aerodinámica:

(7b){\displaystyle F_{a}={\frac {1}{2}}C_{a}\rho v^{2}S_{ef}}

Donde, {\displaystyle \scriptstyle S_{ef}\ \varpropto \ d^{2}} y {\displaystyle \scriptstyle C_{a}\ =\ \Phi (Re)} es una función del número de Reynolds que precisamente es proporcional al parámetro {\displaystyle \scriptstyle \Pi _{2}^{-1}}. Obviamente el teorema no es capaz de darnos todos los factores de proporcionalidad requeridos, ni la forma funcional exacta de algunas partes de la fórmula, pero simplifica mucho el conjunto de expresiones a partir de la cual tenemos que buscar los datos.

## Uso práctico
Para reducir un problema dimensional a otro adimensional con menos parámetros, se siguen los siguientes pasos generales:
1. Contar el número de variables dimensionales n.
2. Contar el número de unidades básicas (longitud, tiempo, masa, temperatura, etc.) k
3. Determinar el número de grupos adimensionales. Número de {\displaystyle r=n-k}.
4. Hacer que cada número {\displaystyle \Pi _{i}} dependa de n - k variables fijas y que cada uno dependa además de una de las k variables restantes (se recomienda que las variables fijas sean una del fluido, una geométrica y otra cinemática).
5. El número {\displaystyle \Pi } que contenga la variable que se desea determinar se pone como función de los demás números adimensionales.
6. El modelo debe tener sus números adimensionales iguales a los del prototipo para asegurar similitud.
7. Se determina la dependencia del número adimensional requerido experimentalmente.